# Claudius Coulin
Arthur Claudius Coulin  (* 28. April 1917 in Hermannstadt, Österreich-Ungarn; † 7. November 1992 in St. Johann) war ein deutscher Architekt und Leiter des Hochschulbauamtes Stuttgart-Hohenheim.

## Leben
Arthur Claudius Coulin wurde am Ende des Ersten Weltkrieges als Sohn des Bankbeamten Alfred Coulin (1876–1961) und seiner Ehefrau Marie geb. Wittstock (1895–1987) in Hermannstadt geboren. Ein Onkel väterlicherseits war der Maler Arthur Coulin, ein Onkel mütterlicherseits der Schriftsteller Erwin Wittstock. Die Familie gehörte der deutschsprachigen Minderheit der Siebenbürger Sachsen an. Nach dem Besuch der Bauschule in Czernowitz machte er das Abitur. Im Anschluss an seinen Dienst im rumänischen Militär wechselte er 1935 an die Technische Hochschule Stuttgart und studierte bis 1942 Architektur. Aufgrund seiner besonderen Begabung wurde er Assistent bei Paul Schmitthenner, einem der Hauptvertreter der Stuttgarter Schule.
Im Zweiten Weltkrieg war er als Auslandsdeutscher bei den Brandenburgern in Frankreich, Wien und in Italien zur Bekämpfung von Partisanen im Einsatz. Im Herbst 1945 kehrte er nach Deutschland zurück.
Er nahm seine Tätigkeit an der TH Stuttgart wieder auf und wurde Assistent am Lehrstuhl Entwerfen und Siedlungswesen von Rolf Gutbier. Er schied im November 1950 aus und verbrachte anschließend im Rahmen eines Fulbright-Stipendiums etwa ein Jahr in den USA. Nach dem USA-Aufenthalt machte er die Zweite Staatsprüfung und wurde schließlich 1953 Beamter bei der Oberfinanzdirektion Stuttgart, die u. a. für die Hochschulbauten zuständig war. In dieser Zeit wurde nach seinen Plänen das Finanzministerium in Stuttgart gebaut (zusammen mit Karl Schwaderer). Der „elegante Nachkriegsbau“ wurde in den 2010er Jahren abgerissen. Außerdem war Coulin mit den Planungen zur Nutzung von Schloss Hohenheim für die Landwirtschaftliche Schule befasst (u. a. Abriss des Reitscheuerflügels und Bau eines neuen Flügels für das Institut für Zoologie).
Anfang der 1960er Jahre wurde Claudius Coulin Leiter des Universitätsbauamtes Hohenheim. In dieser Funktion trug er maßgeblich zur baulichen Entwicklung der Universität Hohenheim (bis 1967: Landwirtschaftliche Hochschule) bei. Unter seiner Regie wurden Teile des  Schlosses Hohenheim saniert und zum Kern des Gebäudebestandes der Universität Hohenheim entwickelt. Darüber hinaus entstanden einige Neubauten für die Universität. Coulin schied 1980 aus dem Dienst aus.
Seit den frühen 1960er Jahren unterrichtete Coulin technisches Zeichen an der Architekturabteilung der Universität Stuttgart. Dies führte er auch nach seiner Pensionierung fort. Bereits 1968 wurde er zum Honorarprofessor der Universität Stuttgart ernannt.
Claudius Coulin starb im Alter von 75 Jahren in St. Johann und wurde auf dem Friedhof in Gächingen begraben. Er war seit 1944 mit Christine geb. Schmidt verheiratet. Aus der Ehe gingen sechs Kinder hervor. Eine Tochter und ein Sohn wurden ebenfalls Architekten.

## Veröffentlichungen
- Claudius Coulin: Architekten zeichnen. Ausgewählte Zeichnungen und Skizzen vom 9. Jahrhundert bis zur Gegenwart, Stuttgart 1962.
- Claudius Coulin: Zeichenlehre: Für Architekten, Bauzeichner und Designer, Stuttgart 1966.
- Claudius Coulin: Würfel und Kugel,
- Hohenheim. Schloss und Gärten. Mit einem Beitrag von Claudius Coulin, 2. Auflage, Sigmaringen 1978.
- Claudius Coulin: Drawings by Architects, New York 1962

| Personendaten    | Personendaten                   |
| ---------------- | ------------------------------- |
| NAME             | Coulin, Claudius                |
| KURZBESCHREIBUNG | deutscher Architekt             |
| GEBURTSDATUM     | 28. April 1917                  |
| GEBURTSORT       | Hermannstadt, Österreich-Ungarn |
| STERBEDATUM      | 7. November 1992                |
| STERBEORT        | St. Johann                      |